# 제14회 EBS 국제다큐영화제
제14회 EBS 국제다큐영화제는 2017년 8월 21일에 열린 시상식이다.

## 수상 및 후보

### 대상
- 버블 패밀리 - 마민지 수상

### 다큐멘터리 정신상
- 우리 사랑 이야기 - 마이테 알베르디 수상

### 심사위원 특별상
- 아흔 살 소녀 블랑슈 - 발레리아 브루니 테데스키 외 1명 수상

### 시청자 관객상
- 아흔 살 소녀 블랑슈 - 발레리아 브루니 테데스키 외 1명 수상

### 모바일 단편 경쟁 우수상
- 소년, 304, 교신일지 - 유재룡 수상
- 영국에 사는 특별한(?) 커플의 초대 - Mr.박 수상
- 필름의 어떤 시간 - 백종관 수상

### EIDF 제작지원 프로젝트 장편 부문
- 내 친구는 어디에 - 김병수 수상
- 행복의 속도 - 박혁지 수상
- 더 디스코 스타 - 이주호 수상

### EIDF 제작지원 프로젝트 중단편 부문
- 웰컴투X월드 - 한태의 수상
- 송어깎기 - 허성 수상
- 영화과를 졸업한 언니들과 나 - 허윤수 수상

### 페스티벌 초이스
- 헤르보르 이야기 - 크누테 베스테르
- 우리 사랑 이야기 - 마이테 알베르디
- 라스트맨 인 알레포 - 스텐 요하넨센
- 인 타임 투 컴 - 탄 핀핀
- 레이건 쇼 - 파코 벨레즈 외 1명
- 아흔 살 소녀 블랑슈 - 발레리아 브루니 테데스키 외 1명
- 버블 패밀리 - 마민지
- 디나 - 댄 시클스 외 1명

### 한국 다큐멘터리 파노라마
- 고려 아리랑: 천산의 디바 - 김소영
- 무스탕 가는 길 - 정형민
- 소라지는 선율들 - 이태호
- 히말라야의 시지프스: 네팔 포터 이야기 - 황준성
- 모자란 기억 - 박군제
- 꿈, 떠나다 - 섹 알마문
- 당산 - 김건희

### 월드 쇼케이스
- 화염의 바다 - 잔프란코 로시
- 섀도 월드 - 요한 흐리몬프러
- 의식의 물리학 - 피에 암보
- 어둠이 오기 전에 - 프랭키 펜턴
- 바그다드에서 온 편지 - 제바 욀바움 외 1명
- 나의 시, 나의 도시 - 찰스 오피서
- 업웰링 - 실비아 조프 외 1명
- 우리들의 월드컵 - 애덤 소벨
- 프랑스 영화학교 입시 전쟁 - 클레르 시몽
- 도슨 시티: 얼어붙은 시간 - 빌 모리슨
- 서안 지구 비망록 - 아모스 지타이
- 베이프 웨이브 - 얀 쿠넹

### 아시아의 오늘
- 기록작가 하야시 에이다이의 저항 - 니시지마 신지
- 부르카 복서 - 알카 라구람
- 트렝가누 기행 - 아미르 무하마드 외 1명
- 노카스 씨의 결혼 - 마누엘 알베르토 마이아

### VR 다큐 특별전
- 장구섬 - 김경호
- 숲으로 - 마르크 치머만
- 바람 - 박규택
- 키노스코프 - 필리프 A. 콜랭 외 1명
- 문화 유산 코리아 VR - 푸른 눈의 목격자 3.1운동에 숨겨진 이야기 - 박치대 외 1명
- 바시르의 꿈 - 앤젤 마뉴엘 소토
- 흔적들 - 리넷 월워스

### EIDF - 모바일 단편 경쟁
- 그들, 속 우리들 - 전채린
- 영국에 사는 특별한(?) 커플의 초대 - Mr.박
- 나는 하루에 얼마큼의 물을 쓸까? - 최유빈
- 그림자 연인 - 김현애
- 평화의 시 - 이동주
- 소년, 304, 교신일지 - 유재룡
- 홈타운 등촌 - 이준용
- 필름의 어떤 시간 - 백종관
- 작가 1961 - 김단아

### EIDF 포커스: 어린이와 교육
- 제세르와 사탕수수 - 호델리버 에이싱크
- 테아 - 하버 니테베르크
- 아빠 꿈 - 빌럼 밥티스트
- 호랑이 키트 선생님 - 피터 라타스터 외 1명
- 사피아의 여름 - 엘스 판 드릴
- 천사들의 합창: 노르웨이 유치원 - 마가레트 올린
- 새들의 노래가 들려요 - 트리네 발레비크 호비에르그
- 텅 커터스: 어린이 극한 직업 - 솔베이 S. 멜케로엔
- 키마루의 병아리 - 아너 판캄펀호위트 외 1명

### EIDF 포커스: 뮤직 & 아트
- 데이빗 보위: 지기 스타더스트 마지막 날들 - 프랜시스 웨이틀리
- Jacques Pepin: The Art of Craft - Peter L. STEIN
- 리처드 링클레이터: 꿈의 연대기 - 루이스 블랙 외 1명
- 켄 로치의 삶과 영화 - 루이즈 오스몬드
- 데이빗 린치: 아트 라이프 - 존 구옌 외 2명

### EIDF 포커스: 자연과 기술
- 죽은 당나귀는 하이에나를 두려워하지 않는다 - 요아킴 뎀메르
- 씨앗: 우리가 몰랐던 이야기 - 존 벳츠 외 1명
- 도시 농부 프로젝트 - 니콜라스 험버트
- 두뇌 혁명 A.I. - 로이 코헨
- 와인의 땅, 프리오라트 - 다빗 페르난데즈 데 카스트로

### EIDF 포커스: 여성과 사회
- 가족의 탄생 - 타샤 허버드
- 아마조나 - 클레어 웨이스코프
- 와이 우먼 - 와이 파운데이션